# Сарджънт
Окръг Сарджънт (на английски: Sargent County) е окръг в щата Северна Дакота, Съединени американски щати. Площта му е 2246 km², а населението - 3858 души (2017). Административен център е град Форман.